# Willem Volger

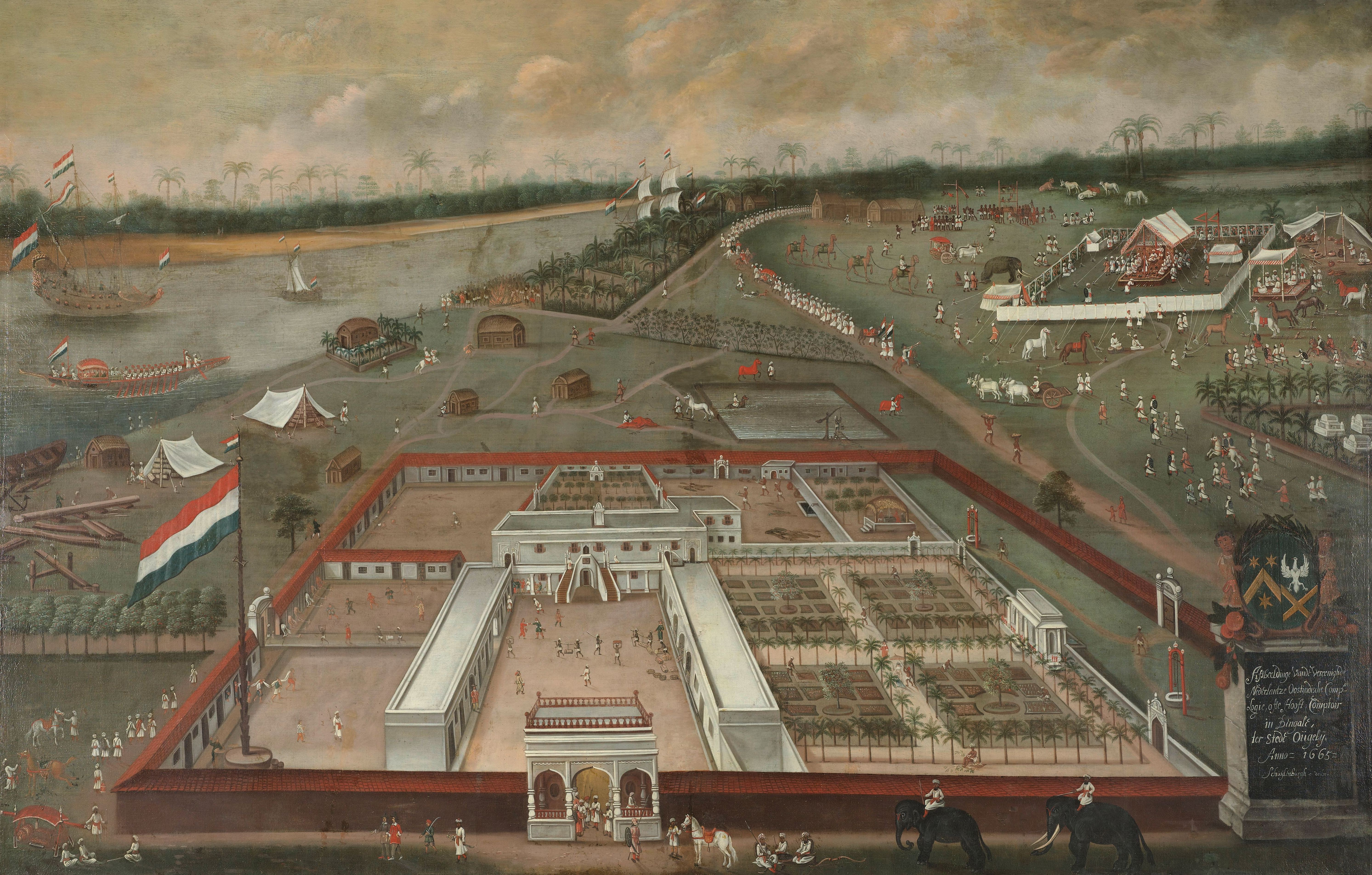
De Nederlandse handelspost in Hougli omstreeks 1665 gemaakt voor de eerste directeur door Hendrik van Schuylenburgh; met lijkverbranding aan de rivier de Hooghly.

Willem Michielsz. Volger (Akersloot, 1602 - Hooghly (rivier), 9 januari 1679) begon in mei 1636 als matroos op het schip Sutphen en maakte een snelle carrière bij de VOC. In 1638 werd hij op de Coromandel geplaatst als assistent. In 1644 was hij onderkoopman. Hij klom op tot directeur in Cazimbesar, destijds een kleine factorij aan de Hooghly (rivier), waar zijde werd geproduceerd. De handelspost in Bengalen werd steeds belangrijker. In 1653 was hij koopman in Batavia. Vervolgens ging hij terug naar Nederland. In 1663 was hij weer op Java aangeland. In 1665 werd hij benoemd als opperhoofd in Desjima. Het jaar daarop verliet hij Japan. In 1665 werd hij opnieuw benoemd en nam zijn inlandse vrouw mee, in de hoop dat hij toestemming zou krijgen langere tijd op het eiland voor de kust van Nagasaki te blijven. Daniel Six was tweede man en zou zijn opvolger worden.
In september werd de factorij op het vooreiland opgeschrikt toen er zeven vreemd uitgedoste Europeanen waren geland op een eiland ten noordwesten van Kyushu. Het bleken de boekhouder Hendrik Hamel en een deel van zijn bemanning van het schip de Sperwer te zijn, die na 13 jaar gevangenschap gevlucht waren uit Korea. Het opperhoofd Volger en zijn opvolger Six zetten zich in voor de bevrijding van de overige bemanningsleden. Toen hij na een jaar zijn verblijf op het eiland toch moest beëindigen, is hij benoemd in Djambi op Sumatra. Vervolgens is hij benoemd als buitengewoon raad van Indië en hoofd van het soldijkantoor. In 1670 is hij in Suratte benoemd. Volger werd ziek en de benoeming is uitgesteld. In 1672 ging hij dan toch naar de Indiase havenstad, maar kwam ziek terug. Enkele maanden ondernam hij opnieuw de reis naar Suratte, samen met zijn vrouw, en bleef daar vier jaar lang. Daarna werd hij in opnieuw in West-Bengalen benoemd, waar hij is gestorven, niet lang nadat hij zijn benoeming als gewoon raad van Indië had ontvangen.